# Finlands grundlag
Finlands grundlag (finska Suomen perustuslaki) är sedan den 1 mars 2000 Finlands enda grundlag. Finland hade tidigare fyra grundlagar: regeringsformen, riksdagsordningen och två grundlagar om Finlands riksrätt och om ministeransvarighet. Dessa ersattes av den nya grundlagen. Reformen motiverades av behovet att modifiera och samordna reglerna i en gemensam lag samt att se över den rådande maktfördelningen, men utan att ändra grunderna för Finlands statsförfattning. Vissa mindre reformer hade genomförts sedan 1980-talet, men de bedömdes som otillräckliga.
Jämfört med tidigare grundlag har riksdagen en starkare ställning mot regeringen, och regeringen en starkare ställning mot presidenten. Grundläggande fri- och rättigheter har lyfts fram tydligare, och till exempel riksdagens interna arbetsformer har lyfts ur grundlagen till egna dokument.
Grundlagen antogs under stor enighet (175 röster mot 2 i den avslutande omröstningen i riksdagen.)
Finlands grundlag består av 13 kapitel och 131 paragrafer. 
- Det första kapitlet handlar om Statsskickets grunder och anger (i §1) att Finland är en republik och att Konstitutionen skall trygga människovärdets okränkbarhet och den enskilda människans frihet och rättigheter samt främja rättvisa i samhället. Det fastslås vidare att All utövning av offentlig makt skall bygga på lag och att Statsmakten i Finland tillkommer folket, som företräds av riksdagen.
- Andra kapitlet tar upp fri- och rättigheter. Där återfinns även till exempel legalitetsprincipen, principen om yttrandefrihet och föreningsfrihet. Men även en formulering i 17 § om att Finlands nationalspråk är finska och svenska.
- Tredje och fjärde kapitlen tar upp hur riksdagen organiseras, exempelvis "Riksdagen har en kammare. Riksdagen består av tvåhundra riksdagsledamöter, som väljs för fyra år åt gången" (24§), men även bestämmelser om val.
- Femte kapitlet reglerar presidentens och regeringens (statsrådets) roll och frågor därtill hörande.
- Sjätte behandlar kort hur lagar stiftas och i synnerhet särskilda bestämmelser om vissa lagar, såsom lagar som skall stiftas i grundlagsenlig ordning, kyrkolagen och lagar som gäller Ålands självbestämmanderätt (som även nämns i 11 kapitlet § 120), samt om lagars publicering och ikraftträdande och delegering av lagstiftningsbehörighet.
- Sjunde kapitlet behandlar statsfinanserna.
- Åttonde kapitlet behandlar behörighet ifråga om utrikespolitik samt internationella förpliktelser och EU-frågor.
- Nionde kapitlet behandlar domstolarnas självständighet och domarna.
- Tionde kapitlet behandlar laglighetskontroll, förbud att tillämpa bestämmelser som strider mot lag, justitiekanslerns och justitieombudsmannens roll samt tjänsteansvar, ministeransvarighet och presidentens och ministrarnas immunitet.
- Elfte kapitlet behandlar statsförvaltningens organisation, regional administration, Ålands självstyre samt kommunalt och regionalt självstyre, universitetens ställning och offentliga tjänster.
- Tolfte kapitlet behandlar försvaret - exempelvis "Varje finsk medborgare är skyldig att delta i fosterlandets försvar".
- Trettonde kapitlet behandlar lagens ikraftträdande.

## Möjligheter att införa tillfälliga begränsningar i grundlagsstadgade grundläggande fri- och rättigheter enligt 23§ i grundlagen.
Finska grundlagens 23§ tillåter lagstiftaren att införa tillfälliga undantag i grundläggande fri- och rättigheter som är förenliga med Finlands internationella människorättsliga förpliktelser då de är nödvändiga för att bekämpa en allvarlig krissituation. Dessa undantag kan beröra fri- och rättigheter som till exempel mötesfrihet, yttrandefrihet skydd för privatliv etc.
För korrekt implementering av den 23§ krävs en krissituation som till exempel ett väpnat angrepp eller annat undantagsförhållande som kan jämföras med ett dylikt angrepp.
Utöver detta måste fem specifika, lagstadgade kriterier vara uppfyllda.
Kravet på undantagsförhållanden
Tillfälliga undantag får göras endast då riket bemöter ett reellt väpnat hot eller krissituation/undantagsförhållanden jämförbara med ett väpnat angrepp.
Kravet på nödvändighet
Detta krav påminner dels stadgan om nödvärn där man är tillåten att bryta en lag i syfte att rädda sitt eller någon annans liv. I detta förhållande krävs att undantagen verkligen är nödvändiga för överlevnaden inför krissituationen. De måste alltså vara rätt dimensionerade. Med detta har man velat lyfta fram de grundläggande fri- och rättigheternas betydelse även under ytterst allvarliga tider.
Kravet på undantagens tillfälliga natur
Undantaget får gälla bara under en begränsad tid. Tiden får inte överskrida varelsen av hotet undantaget är menad att bekämpa och får således gälla bara under varelsen av undantagsförhållanden som specificerats i 23§.
I praktiken sker detta genom så att en beredskapslag samt en lag över försvarstillstånd stiftas med stöd av 23§ i grundlagen. Lagarna innehåller befogenheter som blir tillämpliga bara under de i lag föreskrivna undantagsförhållanden. Dessa lagar aktiveras sedan separat genom en tidsbunden förordning som upphävs automatiskt då situationen ej längre kräver denne.
Kravet på lagstiftning (legalitetsprincipen)
Tillfälliga undantag från grundläggande fri och rättigheter gäller endast då de föreskrivs i lag. Detta innebär att undantag som är fastställda på lägre nivå än lag (exempelvis förordningar) ej är tillåtna. Detta utgör dock inte ett hinder för att lagarna stiftas i förväg ifall det klart lyder i lagtexten att de ej är tillämpliga förutom under undantagsförhållanden föreskrivna i grundlagens 23§.
Kravet på förenlighet med Finlands internationella människorättsförpliktelser
Tillfälliga undantag från grundläggande fri och rättigheter får göras endast till den utsträckning dessa är förenliga med Finlands internationella människorättsförpliktelser. Dessa förpliktelser som till exempel innehåller oftast stadgan om tillåtna undantag och begränsningar så att länderna som är bundna till dessa har spelrum att agera då de bemöter en allvarlig hotbild. Europarådets människorättskonvention EMRK har i artikel 15.1 reserverat konventionsstaterna möjligheter att under vissa nödlägen vika från sina konventionsbaserade skyldigheter. Artikeln begränsas dock i 15.2 där man stadgar om ett okränkbart kärnområde som ej får kränkas med stöd av 15.1, detta innefattar artiklarna; 2. rätt till liv (bortsett dödsfall i lagliga krigshandlingar) samt 3, 4.1, och 7. Dessa artiklar innehåller bestämmelser som förbjuder tortyr, slaveri, tvångsarbete och retroaktiv strafflagstiftning.